# Arsènic natiu
L'arsènic natiu és un mineral de la classe dels elements natius, que pertany i dona nom al grup de l'arsènic.

## Característiques
L'arsènic natiu és un mineral de fórmula química As. Cristal·litza en el sistema trigonal. Es troba normalment de manera massiva, granular o en capes concèntriques; també pot ser reticulada, reniforme o estalactítica. Rarament és columnar o acicular, així com formant romboedres. La seva duresa a l'escala de Mohs és 3,5. És dimorf de l'arsenolamprita.
Segons la classificació de Nickel-Strunz, l'arsènic pertany a «01.CA: Metal·loides i no metalls, elements del grup de l'arsènic» juntament amb els següents minerals: antimoni, bismut, estibarseni, arsenolamprita, pararsenolamprita i paradocrasita.

## Formació i jaciments
Es troba en filons hidrotermals i en dipòsits que contenen altres minerals d'arsènic. Se'n pot trobar en filons de sulfurs de cobalt i plata. Sol trobar-se associada a altres minerals com: arsenolita, cinabri, realgar, orpiment, estibina, galena, esfalerita, pirita o barita.